# Хоудек, Жак
Жак Хоудек (хорв. Jacques Houdek; род. 14 апреля 1981, Велика-Горица, Социалистическая Республика Хорватия, СФРЮ) — хорватский певец и автор песен, который представил Хорватию на конкурсе «Евровидение-2017» с песней «My Friend». Хоудек начал свою профессиональную сольную карьеру в 2000 году и с тех пор опубликовал много записей и альбомов, 13 из которых были сертифицированы серебром (5 раз), золотом, платиной и алмазом (один раз). Хоудек является одним из наставников в хорватской версии телевизионного шоу талантов «Голос», его подопечная Нина Кралич победила в первом сезоне. Помимо хорватского, он пел и записал песни на английском, итальянском, немецком, испанском, французском, словенском, македонском и языке маори.

## Биография
Жак (имя при рождении — Желько) Хоудек родился 14 апреля 1981 года в Велика-Горице. После окончания начальной музыкальной школы (по классу фортепиано) Хоудек поступил учиться в две средние школы по музыке. Он также посещал уроки пения с профессором Викторией Бадров, которая хотела, чтобы он стал оперным певцом. После окончания средних школ в 2001 году он поступил в престижный музыкальный колледж Беркли, оттачивая свое пение в семинарах во Франции, Греции и Италии. Хоудек продолжал наращивать свои знания о Беркли на семинарах в Европе, где он имел возможность пройти наставничество Донны МакЭлрой.
Хоудек провел свой первый сольный концерт 19 февраля 2000 года в Загребском клубе SAX!, где он исполнял каверы различных песен. Его первый сингл, песня «Čarolija», был выпущен в 2002 году. Её заметил маэстро Здравко Сливак, который предложил Жаку сотрудничество и публично похвалил его, сказав, что такой певец, как Хоудек, рождается один раз в 300 лет. В следующем месяце Хоудек подписал эксклюзивный контракт с Croatia Records, где был ведущим исполнителем музыкального издательства в регионе, записав 13 альбомов.
В феврале 2017 года Хоудек был выбран для представления Хорватии на «Евровидении» в Киеве, Украина.
В 2019 году написал песню «The Dream» для Roko на «Евровидение-2019».